# Lalage sharpei
El oruguero de Samoa (Lalage sharpei) es una especie de ave paseriforme de la familia Campephagidae endémica de Samoa. 

## Descripción
El oruguero de Samoa mide alrededor de 13 cm de largo. Sus partes superiores son de tonos pardos y las inferiores blancas, con cierto escamado parduzco en los flancos del cuerpo y los laterales de la cabeza. Su pico anaranjado es relativamente largo, estrecho y puntiagudo; y sus ojos blanquecinos.

## Distribución y hábitat
Se encuentra en las selvas y plantaciones de las dos islas principales, Upolu y Savai'i, y los islotes intermedios. 